# Рыцарская мыза

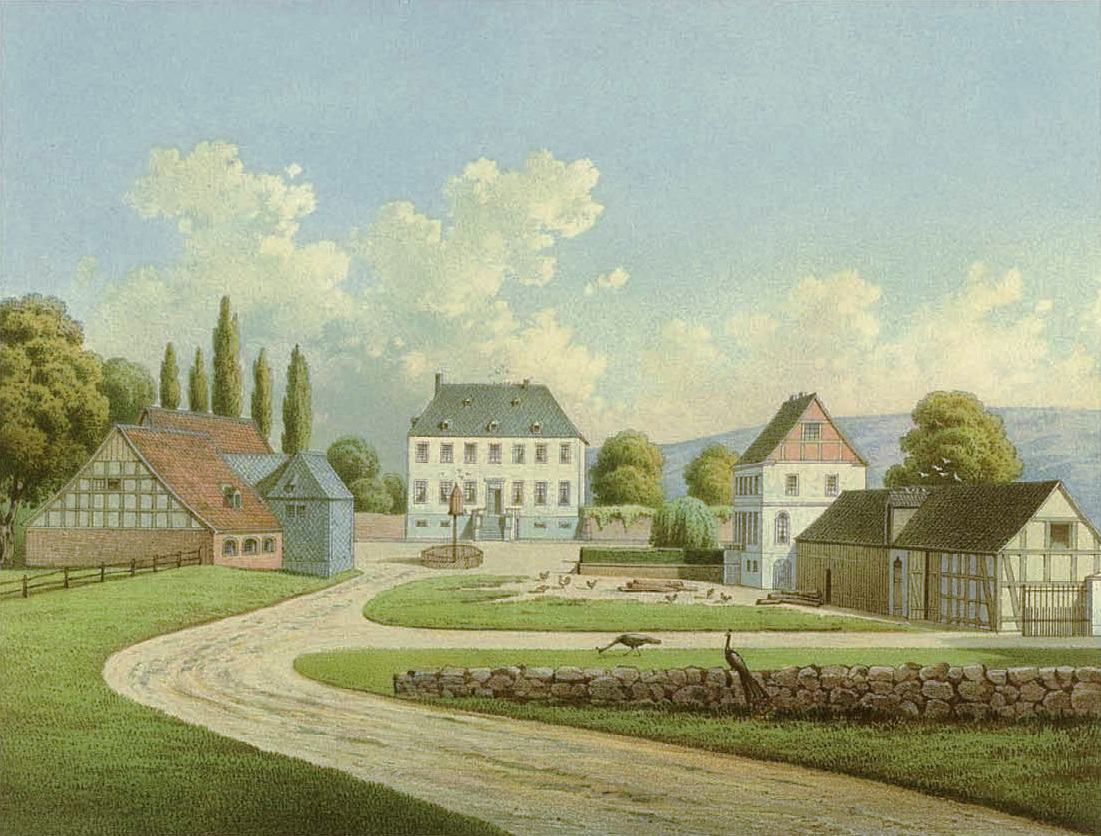
Прусская мыза Боккум

Ры́царская мы́за (лат. praedium nobilium sive equestrum, нем. Rittergut, эст. rüütlimõis, лит. domenas) — тип мызы в Остзейских губерниях Российской империи, в Пруссии и некоторых других государствах и странах Европы.
Владение рыцарской мызой было связано с определёнными правами, привилегиями и обязанностями.

## Основные понятия
Изначально рыцарской называлась вассальная мыза, принадлежавшая рыцарю, который  в случае войны был обязан нести верховую службу или платить специальный налог.
На протяжении многих веков только дворянство (лат. castrum nobile) имело право приобретать рыцарские мызы. Этот принцип стал размываться лишь со второй четверти XIX века. Сохраняя мызу на протяжении многих лет в руках одного дворянского семейства, владельцы крупных мыз в середине XVIII века создали так называемые родовые владения или фидеикомиссы (нем. Adliges Güterfamilienfideicomiβ), в состав которых могла входить как одна мыза, так и более. Эти мызы нельзя было обременять или дробить, а отчуждать их можно было только путём наследования. Зачастую такие владения переходили по наследству исходя из принципа первородства (нем. Primogenitur). В таком случае фидеикомисс назывался майоратом. 

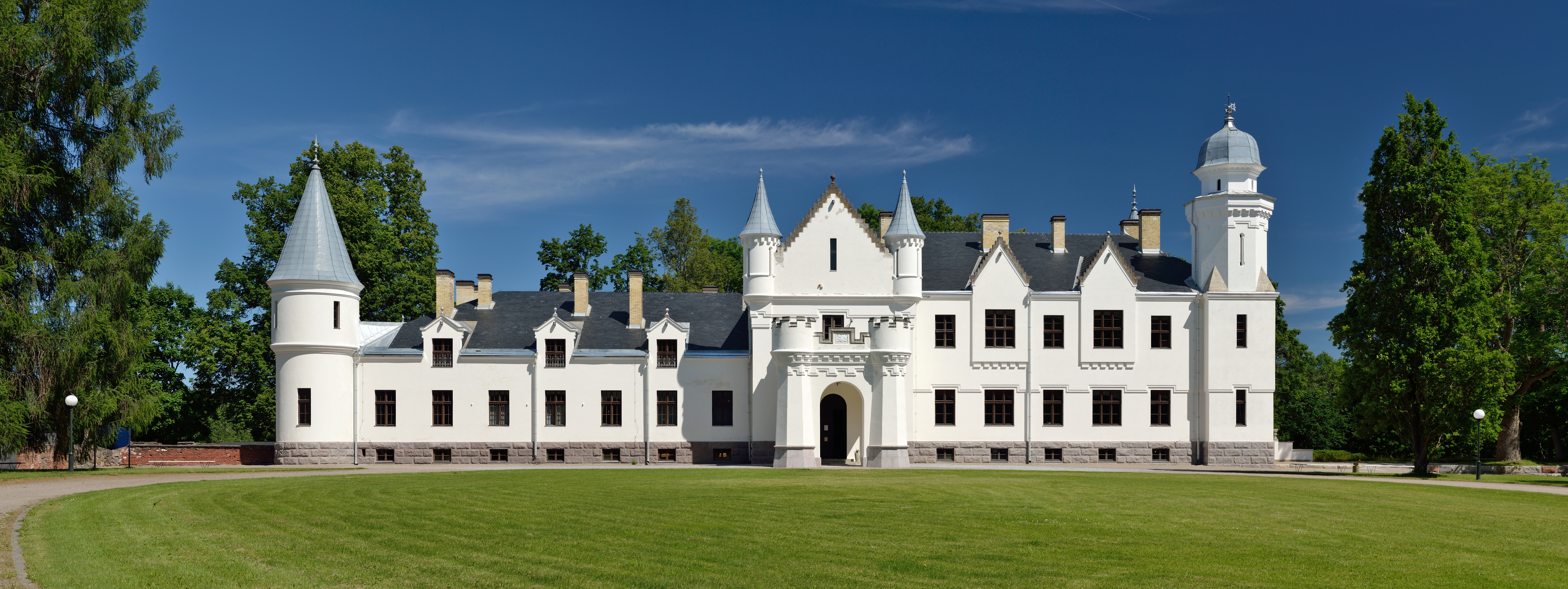
Рыцарская мыза Алацкиви, Эстония

Рыцарская мыза являлась главным типом частной мызы (нем. Privatgut, эст. eramõis).
Другой тип рыцарской мызы — государственная мыза (нем. Krongut, пол. królewszczyzna, эст. riigimõis), которая была передана властителем лицу благородного происхождения, получившему права, связанные с рыцарской мызой, но не являвшемуся её собственником.
Рыцарская мыза могла иметь экономически самостоятельные и соответствующие установленным требованиям подчинённые единицы — расположенные в удалении от главного имения хозяйства или производства: побочные мызы (нем. Beigut, эст. kõrvalmõis) и скотоводческие мызы (нем. Hoflage, эст. karjamõis).

### Площадь рыцарской мызы

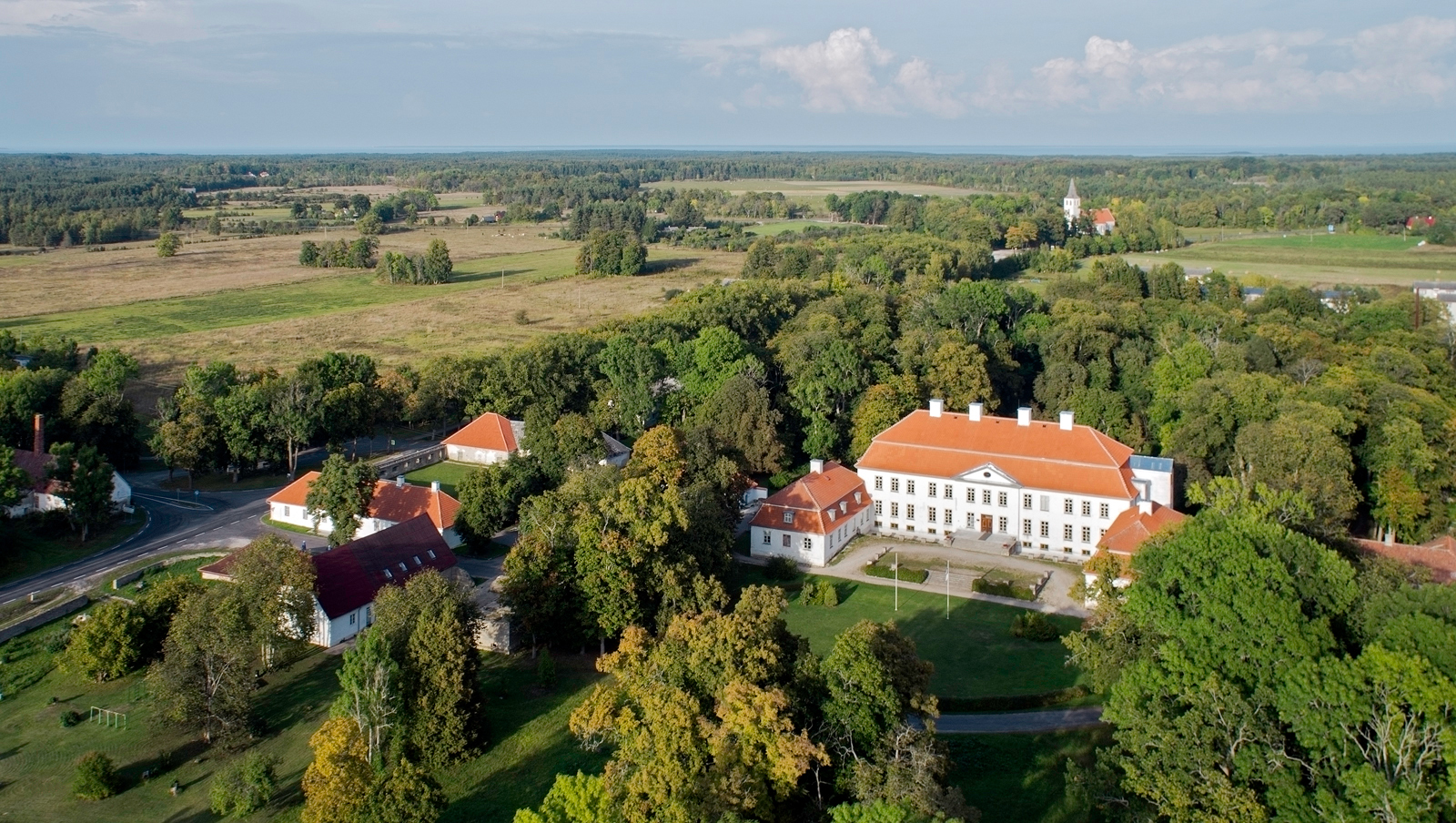
Рыцарская мыза Гросенгоф, Эстония

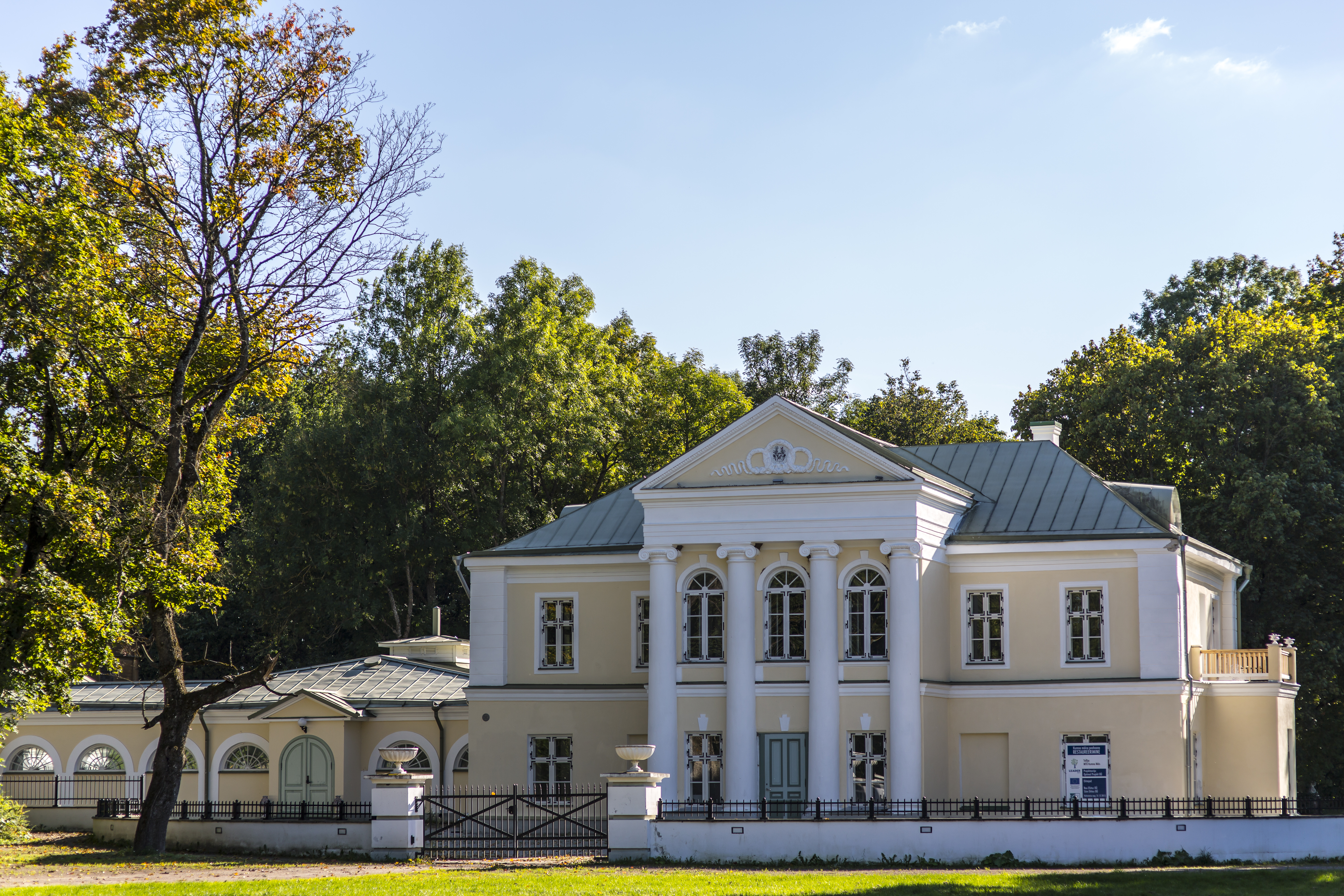
Главное здание мызы Кумна, Эстония

В 1864 году в Российской империи была впервые издана третья часть «Свода местных узаконений губерний остзейских» — Балтийский закон о частном праве. В статье 599 закона давалось определение рыцарской мызы и фиксировался её минимальный размер, который мог позволить благородному владельцу быть независимым и вести достойное его положения существование; возможное дополнительное осуществление государственной службы не имело значения. В Эстляндии площадь рыцарской мызы должна была составлять не менее 150 десятин (в это число не входила площадь сенокосов и пастбищ). В Ливонии минимальным размером было 300 десятин (в это число не входила площадь водоёмов, болот и других непригодных для сельского хозяйства земель); треть из этой площади должны были составлять сельскохозяйственные земли (нем. Brustacker). На Эзеле рыцарской считалась мыза, чья площадь равнялась минимум 162 десятинам, и треть этого составляли хорошие сельскохозяйственные земли. Мызы, которые не соответствовали этим минимальным требованиям, вносились в поземельную книгу как полумызы.
В то же время мызы, которые не соответствовали установленным требованиям по площади и должны были иметь статус полумыз, но которые ранее уже были внесены в поземельную книгу (на Эзеле — в 1819 году, в Эстляндии — в 1856 году и в Ливонии — в 1860 году), права рыцарской мызы всё-таки не потеряли. В связи с этим иногда какая-нибудь рыцарская мыза могла быть по площади меньше, чем полумыза.
В Пруссии установленный минимум для рыцарских мыз в конце XVIII века составлял от 40 до 80 акров (от 10 до 20 гектаров) в зависимости от качества почвы и исходя из законодательств отдельных провинций. Однако, например, в рыцарствах Королевства Ганновер существовало немало старых усадеб, которые были перечислены в земельных книгах как рыцарские мызы, но никогда не имели большой собственности на землю и часто состояли только из одного дома.
Другим требованием к рыцарским мызам являлся так называемый castrum nobile, т. е. обязательное наличие особняка (т. н. главное здание мызы).

## Права рыцарской мызы

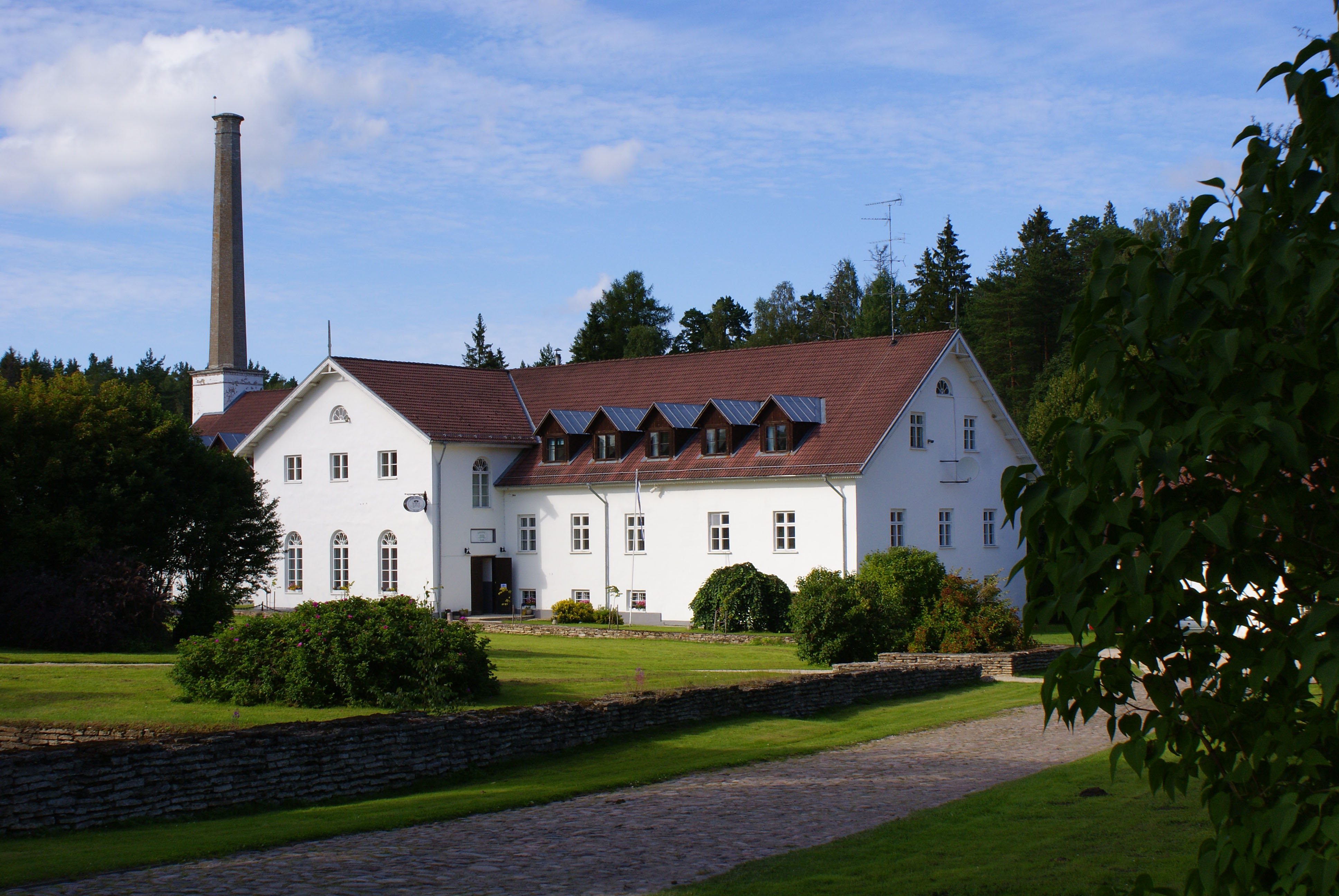
Водочная фабрика мызы Пальмс, Эстония

У владельца рыцарской мызы (мызного старосты, мызника) в границах его мызных земель имелись следующие права (лат. nobilitas realis):
- право иметь мызный суд и мызную полицию,
- единоличное право владеть мельницей (до 1871 года),
- право владеть корчмой (трактиром), изготавливать водку (до 1900 года), заниматься пивоварением,
- право на охоту и рыболовство (до 1916 года),
- право на телесное наказание или краткосрочный арест своего крестьянина без суда (нем. Hauszuchtrecht, эст. kodukariõigus[эст.] — «право на домашнее наказание»).

До 1881 года рыцарские мызы были освобождены от земельного налога и других прямых государственных налогов, они платили только местные и церковные налоги. Мызники были освобождены от обязанности в случае войны размещать в своём имении солдат и выделять своих крестьян на принудительный труд. Кроме того, у них был постоянный мандат в национальном парламенте (нем. Landtag, эст. Maapäev), и на них распространялся Закон о сословной подсудности.

## Обязанности рыцарской мызы
Мызный староста был обязан исполнять возложенные на него в случае избрания или назначения управленческие функции. Также у него имелся ряд натуральных хозяйственных повинностей:
- обязанность строить дороги,
- обязанность строить мосты и др.

Мызники были обязаны участвовать в заседаниях ландтага, которые проводились обычно каждые 3 года; отсутствовавшим назначались большие штрафы. На этих заседаниях решались вопросы местного управления, составлялись законопроекты и представлялись затем на утверждение правителю (в Эстляндии это первоначально был шведский король, затем — российский император).

## Рыцарские мызы в Российской империи
3 мая 1783 года российская императрица Екатерина II высочайшим указом передала все рыцарские мызы в полноправную частную собственность, и с этого времени частной мызой могло владеть только лицо, включённое в состав местного дворянства. В Курляндии и Ливонии недворянин получил право покупки рыцарской мызы в 1866 году, в Эстляндии — в 1869 году. Владельцы рыцарских мыз до 1917 года были основой сословной организации местного самоуправления.
Рыцарские мызы, как единицы частного землепользования, были ликвидированы в России Декретом о земле от 9 ноября 1917 года. Во время Первой мировой войны, в начале 1918 года, немецкие оккупационные власти вернули прибалтийским мызникам их прежние права.

### Рыцарские мызы в Прибалтике
В Эстляндской губернии объём полицейской власти мызников уменьшился в 1802—1804 годах после создания волостных судов в соответствии c Крестьянским законом Эстляндии (эст. Eestimaa talurahvaseadus). В 1865 году мызники были лишены права на домашнее наказание крестьян. С 1866 года Закон о волостном праве ещё более ограничил полицейскую власть мызников; с 1888 года, в результате принятия Закона о полицейской реформе, это право исчезло полностью.
В 1910 году на территории современной Эстонии насчитывалось 1026 рыцарских мыз.
10 октября 1919 года Эстонское Учредительное собрание, в котором большинство составляли социал-демократы, приняло Земельный закон, на основе которого прошла земельная реформа, в ходе которой за символическую плату были экспроприированы 874 рыцарские мызы, а безземельным крестьянам были выделены земельные наделы. Также были отчуждены и полумызы, принадлежавшие владельцам рыцарских мыз.
Реформа в Первой Эстонской Республике была самой радикальной в послевоенной Европе: вместе с мызными землями были экспроприированы 49 330 расположенных на них зданий, а также 225 водочных фабрик, 344 мельницы, 74 лесопильни, 64 каменных и глиняных завода, 18 молочных заводов, 7 пивоварен и др.
В 1925 году было принято решения вернуть бывшим владельцам рыцарских мыз до 50 гектаров земли, в основном сердце мызы и её окрестности.
В Латвии аналогичная земельная реформа прошла в 1920 году, в Литве — в 1922 году.

## Рыцарские мызы в Пруссии
В Восточной Пруссии рыцарские мызы оставались независимыми единицами хозяйственного администрирования до 1929 года. Название риттергут сохранялось до 1945 года. К числу крупнейших относились мызы графов Денгоф (Денхофштедт и Фридрихштайн), Дона (Шлобиттен), Финкенштейнов (Финкенштейн). Примерами более скромных усадебных хозяйств могут служить Шлодиен графа Дона, Сандиттен графа Шлибена, Капустигаль графа Вальдбурга. Господские дома всех этих имений были возведены в первые десятилетия XVIII века в стиле барокко.